# Omikuji

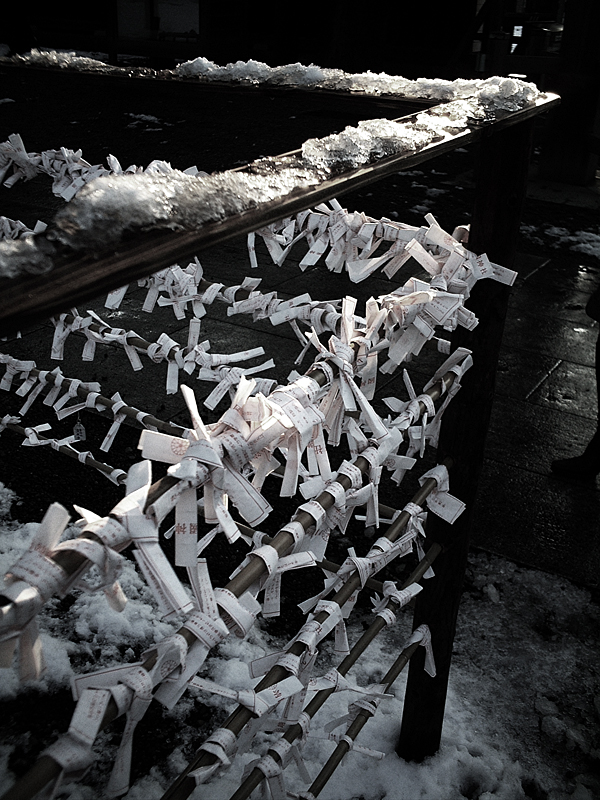
Omikuji accrochés.

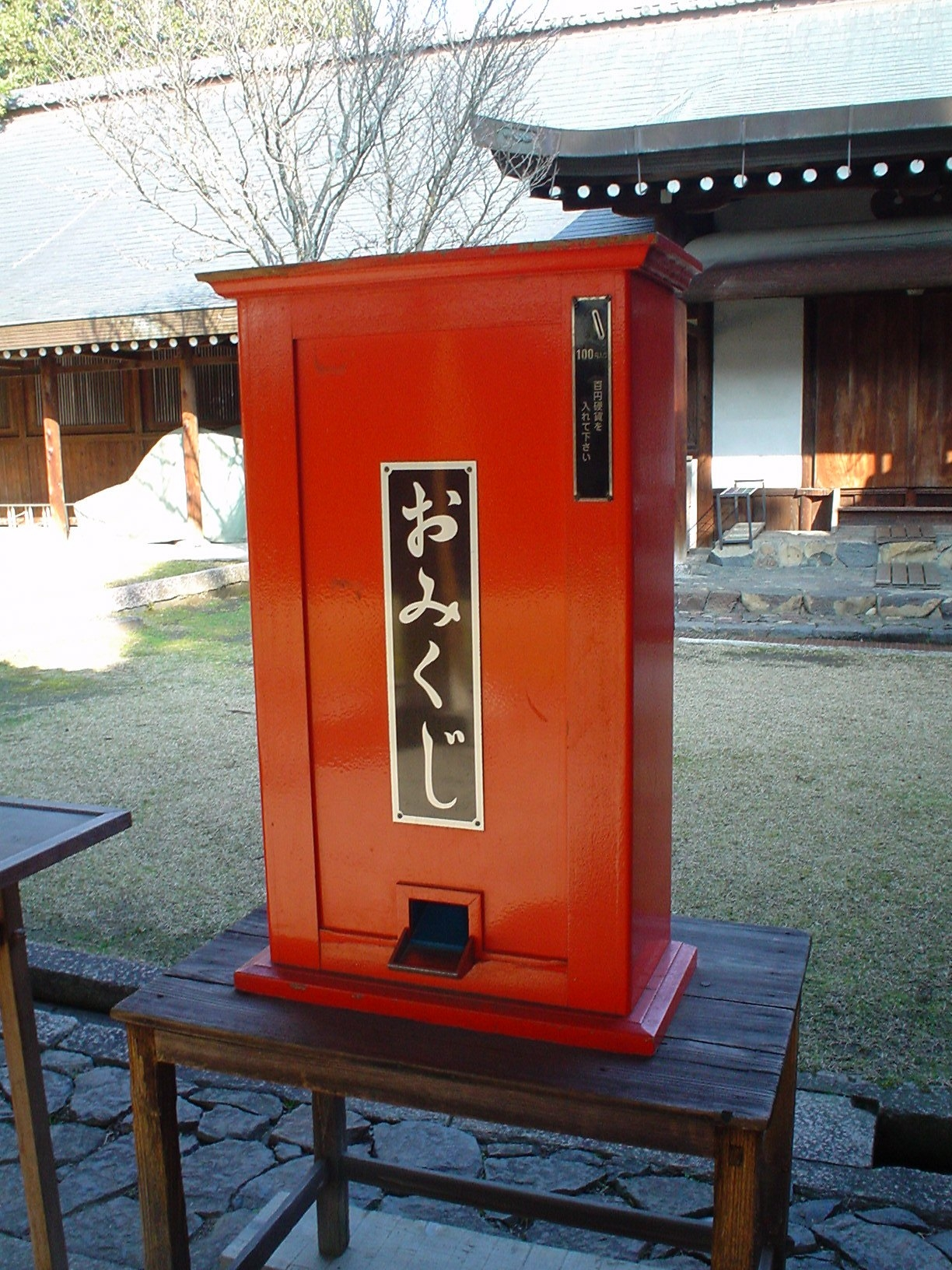
Distributeur domikuji.

Les omikuji (御御籤 / 御神籤 / おみくじ, litt. « loterie sacrée ») sont des divinations écrites sur des bandes de papier que l'on tire au sort dans les sanctuaires shintô et les temples bouddhistes au Japon.

## Histoire
Les omikuji auraient pris leur forme actuelle aux alentours de l'ère Edo (1603-1868), avec pour origine le tirage au sort kuji qui était pratiqué pour demander l'avis des dieux avant de décider des affaires politiques, d'un successeur ou d'un mariage.

## Usage
On reçoit généralement les omikuji en les tirant au sort d'une boîte que quelqu'un a préalablement secouée, en espérant évidemment bonne fortune, pour 100 à 200 yens. De nos jours, il y a beaucoup de machines automatiques. L'omikuji sort, enroulé, par un petit trou. Il faut donc dérouler le morceau de papier pour en lire la prédiction. Certains systèmes de tirage donnent un numéro par exemple sur une baguette de bois tombée au sort d'un tube en bambou qui renvoie à un casier numéroté ou au Livre des Changements pour obtenir la divination contre une offrande.
L’omikuji prédit si la personne a des chances ou non de voir ses rêves et ses projets se réaliser, si elle trouvera l'âme sœur, et prédit généralement la santé, la fortune, la vie, etc.. Il existe quatre grandes catégories de prédiction : daikichi (大吉), kichi (吉), shōkichi (小吉) et kyō (凶). Lorsque la prédiction est mauvaise, on plie la bande de papier et on l'attache généralement à un pin se trouvant près du sanctuaire pour conjurer le mauvais sort.
Les Japonais se rendent souvent consulter l’omikuji avant un événement important (voyage, mariage…) et notamment pour le Nouvel An japonais.